# Bagerstræde
Bagerstræde er en gade på Vesterbro i København. Den strækker sig over ca. 100 meter og forbinder Vesterbrogade med Gammel Kongevej.
Bagerstræde har eksisteret siden midten af 1870'erne, men historien bag navnet går endnu længere tilbage. Fra slutningen af 1700-tallet og frem til 1892 lå der et bageri på Vesterbrogade, der lagde navn til gaden. Gader rummer en del herskabsejendomme med forretninger i stueetagerne.
Danmarks første selvstændige, kvindelige privatdetektiv, Martha Nielsen, havde en periode kontor i Bagerstræde 3 og blev derfor kendt som privatdetektiven fra Bagerstræde. Hun virkede som privatdetektiv fra 1903 og havde på smart vis skaffet sig et telefonnummer, der lå tæt op af politiets 1448 - nemlig Vester 1458.
Gaden har i lighed med andre gader på Vesterbro sit eget postnummer, som er 1617 København V.